# Fimbristylis perspicua
Fimbristylis perspicua là loài thực vật có hoa trong họ Cói. Loài này được Govind. & Sasidh. mô tả khoa học đầu tiên năm 1997.